# 石油聯盟足球會
石油聯盟（Alianza Petrolera），是一家哥倫比亞足球會，成立於 1991 年，位處於巴蘭卡韋梅哈。現時球隊於哥倫比亞足球甲級聯賽角逐。隊名取自西班牙語中的石油聯盟。

## 榮譽
- 哥倫比亞足球乙級聯賽（1）: 2012

## 外部連結
- Alianza Petrolera page on DIMAYOR.com